# Willian Pacho
Willian Joel Pacho Tenorio (* 16. října 2001) je ekvádorský profesionální fotbalista, který hraje na pozici středního obránce za francouzský klub Paris Saint-Germain FC a za ekvádorský národní tým.

## Klubová kariéra
Z Quinindé na dalekém severu Ekvádoru se Pacho v roce 2019 přestěhoval na předměstí hlavního města Quita, kde se stal profesionálem v Independiente del Valle, přičemž on i klub v následujících třech letech zažili sérii pozoruhodných úspěchů.
Pacho, který byl nehrajícím náhradníkem po celou dobu turnaje Copa Libertadores hráčů do 20 let 2018, kdy se Independiente dostalo do finále a v rozhodujícím zápase prohrálo 2:1 s Nacionalem Montevideo.
Pacho se konečně dočkal svého debutu v prvním týmu v listopadu téhož roku, když nastoupil při remíze 0:0 s Delfínem SC, která završila tažení Independiente v základní části před play-off ekvádorské ligy, zápas přišel týden předtím, než Independiente del Valle získalo svůj vůbec první mezinárodní titul, když ve finále Copa Sudamericana 2019 porazilo Colón z Argentiny v Asunciónu 3:1. Pacho nebyl členem kontinentálního týmu, ale výrazně se podílel na triumfu del Valle v Copa Libertadores do 20 let 2020, když odehrál všechny zápasy kromě jednoho.
Independiente v semifinále porazilo brazilské Flamengo na penalty a ve finále v Luque argentinského gigants River Plate 2:1. Pacho nastoupil do obou vyřazovacích zápasů v obraně.
Independiente del Valle se prosadilo díky mladému týmu a v roce 2021 poprvé zvedlo nad hlavu titul v ekvádorské lize, když ve finále porazilo Emelec celkovým skóre 4:2. Pacho na cestě za slávou odehrál 17 zápasů, z toho v 16 byl v základní sestavě.
Poté, co si ho všimli belgičtí skauti, podepsal Pacho 28. ledna 2022 pětiletou smlouvu s klubem Royal Antverpy, který tehdy usiloval o titul. Ve své první sezóně za Antverpy pod trenérem Brianem Priskem odehrál Pacho pouze tři ligové zápasy. Antverpy skončili v play-off belgické ligy na čtvrtém místě za mistrovským Club Bruggy, druhým Royale Union Saint-Gilloise a třetím Anderlechtem, který v play-off o titul porazil Antverpy doma i venku a udržel je na uzdě.
Pod novým trenérem Markem van Bommelem se Pacho stal pevnou součástí obrany Antverp pro sezónu 2022/23. Antverpy vyhrály prvních devět zápasů sezóny na cestě za kvalifikací do finále Belgického poháru 2023 a play-off o titul a během několika měsíců byl o Pacha zájem v Ligue 1, skotské Premiership a Bundeslize. Během zimního přestupového období v lednu 2023 bylo dosaženo dohody mezi Royalem Antverpy a úřadujícím šampionem Evropské ligy UEFA Eintrachtem Frankfurt, že se k nim Pacho připojí na konci sezóny.
Dne 30. března 2023 bylo oznámeno, že Pacho podepsal pětiletou smlouvu s Eintrachtem s platností od 1. června.

## Reprezentační kariéra
Pacho byl vybrán do týmu Ekvádoru pro Mistrovství světa ve fotbale 2022, ovšem v Kataru odehrál ani minutu. Za ekvádorský národní tým debutoval 28. března 2023 v přátelském utkání proti Austrálii v Melbourne a vstřelil vítězný gól na 2:1.

## Osobní život
Pachovo křestní jméno je často mylně uváděno jako "William", protože ve španělštině se tato záměna často používá.

## Statistiky

### Klubové
Platí k zápasu hranému 18. května 2024.
| Klub                    | Sezóna            | Liga               | Liga   | Liga | Národní pohár | Národní pohár | Kontinentální | Kontinentální | Ostatní | Ostatní | Celkově | Celkově |
| Klub                    | Sezóna            | Soutěž             | Zápasy | Góly | Zápasy        | Góly          | Zápasy        | Góly          | Zápasy  | Góly    | Zápasy  | Góly    |
| ----------------------- | ----------------- | ------------------ | ------ | ---- | ------------- | ------------- | ------------- | ------------- | ------- | ------- | ------- | ------- |
| Independiente del Valle | 2019              | Ekvádorská Serie A | 1      | 0    | 0             | 0             | 0             | 0             | 0       | 0       | 1       | 0       |
| Independiente del Valle | 2020              | Ekvádorská Serie A | 8      | 0    | 0             | 0             | 1             | 0             | 0       | 0       | 9       | 0       |
| Independiente del Valle | 2021              | Ekvádorská Serie A | 17     | 0    | 0             | 0             | 12            | 0             | 1       | 0       | 30      | 0       |
| Independiente del Valle | Celkově           | Celkově            | 26     | 0    | 0             | 0             | 13            | 0             | 1       | 0       | 40      | 0       |
| Royal Antverpy          | 2021/22           | Jupiler Pro League | 3      | 0    | 0             | 0             | 0             | 0             | 0       | 0       | 3       | 0       |
| Royal Antverpy          | 2022/23           | Jupiler Pro League | 39     | 0    | 6             | 0             | 5             | 0             | 0       | 0       | 50      | 0       |
| Royal Antverpy          | Celkově           | Celkově            | 42     | 0    | 6             | 0             | 5             | 0             | 0       | 0       | 53      | 0       |
| Eintracht Frankfurt     | 2023/24           | Bundesliga         | 33     | 0    | 3             | 0             | 8             | 0             | —       | —       | 44      | 0       |
| Celkově v kariéře       | Celkově v kariéře | Celkově v kariéře  | 101    | 0    | 9             | 0             | 26            | 0             | 1       | 0       | 137     | 0       |

### Reprezentační
Platí k zápasu hranému 4. července 2024.
| Národní tým | Rok     | Zápasy | Góly |
| ----------- | ------- | ------ | ---- |
| Ekvádor     | 2023    | 9      | 2    |
| Ekvádor     | 2024    | 6      | 0    |
| Celkově     | Celkově | 15     | 2    |

#### Reprezentační góly
| Gól | Datum           | Místo                                        | Soupeř    | Skóre | Výsledek | Soutěž          |
| --- | --------------- | -------------------------------------------- | --------- | ----- | -------- | --------------- |
| 1.  | 28. března 2023 | Docklands Stadium, Melbourne, Austrálie      | Austrálie | 2:1   | 2:1      | Přátelský zápas |
| 2.  | 20. června 2023 | Subaru Park, Chester, Spojené státy americké | Kostarika | 2:0   | 3:1      | Přátelský zápas |

## Úspěchy
Independiente del Valle
- Ekvádorská Serie A: 2021
- Copa Libertadores do 20 let: 2020; poražený finalista 2018
- Copa Sudamericana: 2019

Royal Antverpy
- Jupiler Pro League: 2022/23
- Belgický pohár: 2022/23